# Hypodryas minor
Hypodryas minor är en fjärilsart som beskrevs av Verity 1950. Hypodryas minor ingår i släktet Hypodryas och familjen praktfjärilar. Inga underarter finns listade i Catalogue of Life.